# Muspelheim
Muspelheim, también llamado Muspel (del nórdico antiguo Múspellsheimr y Múspell, respectivamente), es el reino del fuego en la mitología nórdica. Es el hogar de los Gigantes de Fuego, de los cuales Surt era el más poderoso. Muspelheim significa mundo del fuego u hogar del fuego, siendo Muspel fuego y Heim, hogar o mundo.
Se cree que el Muspelheim era el más elevado de todos los reinos, y se encontraba por encima de Asgard, el hogar de los Æsir. Más al sur se encontraba Jötunheim, el reino del hielo y los Jötnar.
En la mitología nórdica la creación se inicia del contacto entre el fuego y el hielo en el inmenso vacío inicial conocido como Ginnungagap, creándose el éter. Los objetos brillantes del cielo nocturno, como planetas, cometas y estrellas surgieron de las chispas del Muspelheim.
En el Ragnarök, los cielos se abrirán y Surt saldrá del Muspelheim seguido de todos sus gigantes, marchando hacia Asgard y destruyendo a su paso el puente Bifrost.